# Phaegoptera chorima
Phaegoptera chorima är en fjärilsart som beskrevs av William Schaus 1896. Phaegoptera chorima ingår i släktet Phaegoptera och familjen björnspinnare. Inga underarter finns listade i Catalogue of Life.